# Уайт, Морис
Морис Уайт (англ. Maurice White; 19 декабря 1941 — 4 февраля 2016) — американский певец и автор песен, музыкант, продюсер, аранжировщик и руководитель группы. Основатель группы Earth, Wind & Fire. Старший брат действующего участника группы Earth, Wind & Fire Earth Ве́рдина Уайта, и бывшего участника Фреда Уайта. Карьеру начал в 1961 году, прекратил выступать в 2014 году из-за проблем со здоровьем.

## Биография
Родился в Мемфисе, штат Теннесси, затем жил в Чикаго, штат Иллинойс. Позднее, в годы успешной карьеры и до смерти, жил в Лос-Анджелесе, Калифорния.
Был основным автором песен и продюсером группы Earth, Wind & Fire и одним из главных вокалистов (наряду с Филипом Бейли). Морис Уайт выиграл семь «Грэмми» и был номинирован на «Грэмми» в общей сложности 20 раз.
С 1966 года работал в джазовом трио Рамзи Льюиса в качестве барабанщика на протяжении нескольких лет до создания собственной группы. С ансамблем Рамзи Льюиса участвовал в записи девяти альбомов. В 1985 году записал сольный альбом, названный Maurice White. Написал музыку к фильмам «Поездка в Америку» и «Тайный брат».
В 1987 году Морис Уайт начал подавать первые признаки болезни Паркинсона, а в 1994 году был вынужден из-за болезни прекратить публичные выступления. При этом он оставался неизменным руководителем группы и был очень активен в музыкальном бизнесе, продолжая записывать и продюсировать альбомы как своей группы, так и многих других музыкантов.
В 70-х годах Морис Уайт вывел на большую сцену и сделал весьма узнаваемым и популярным африканский музыкальный инструмент калимба, который стал его визитной карточкой. Позже он создал музыкальный лейбл Kalimba Records, который существует и сегодня.
Скончался музыкант рано утром 4 февраля 2016 года от осложнений болезни Паркинсона в своём доме в Лос-Анджелесе, штат Калифорния, в возрасте 74 лет.